# .35 Remington
El .35 Remington (8.9x49mm) es el cartucho que se sigue produciendo comercialmente de la línea de cartuchos Remington  introducidos en 1906. Fue diseñado para ser usado en el rifle semiautomático Remington Modelo 8 1908.

## Performance y uso deportivo
El .35 Remington utiliza un proyectil relativamente pesado y tiene un retroceso moderado debido al rango de presión de 33,500 PSI determinado por SAAMI.  La munición más popular dispara un proyectil de punta redonda de 200 granos que logra una velocidad de salida de la boca del cañón de 2800 pies por segundo, siendo más pesada que la bala de 170 granos que despide el .30-30 Winchester. Esto lo da un aumento sustancial en poder sobre el .30-30.

El .35 Remington está considerado una ronda buena  adecuada para la caza de venados, wapiti, oso negro, y otros animales de similar contextura a distancias razonables. Hornady actualmente produce un a versión  spitzer del .35 Remington, conocida comercialmente como LEVERevolution, que permite usarla de manera segura en sistemas de almacenaje tubulares.

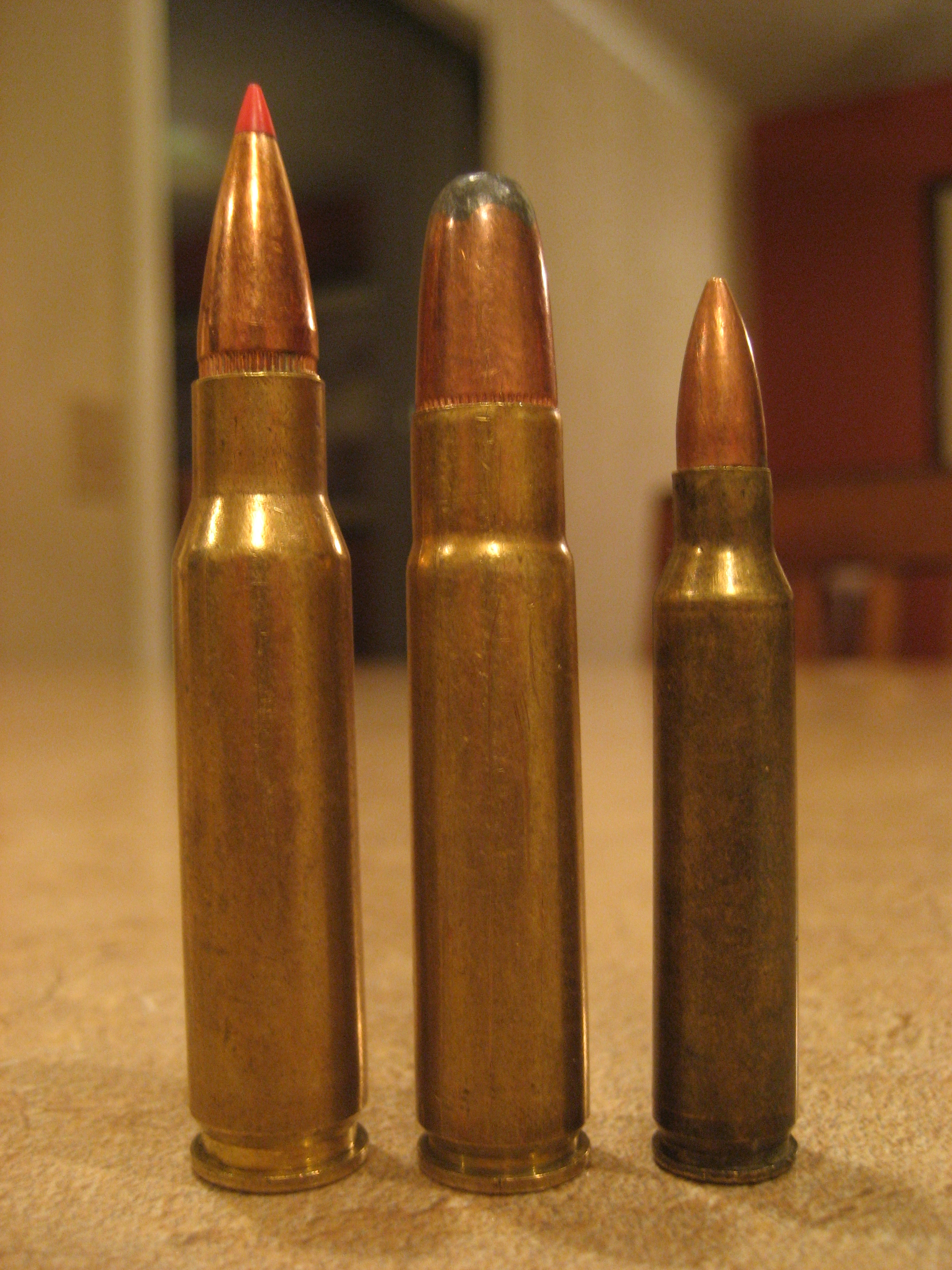
Izquierda a derecha: .308 Winchester, .35 Remington y .223 Remington

## Dimensiones

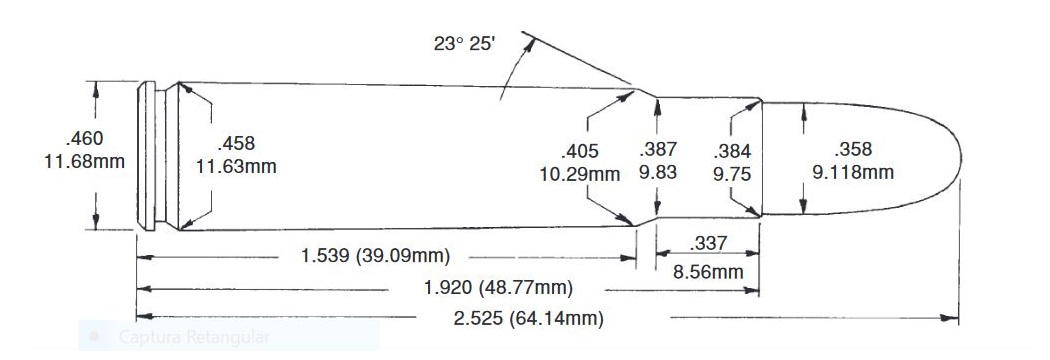